# De kinderkamer

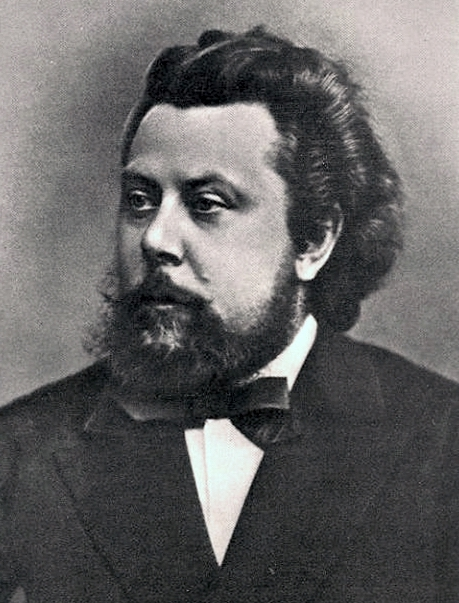
Moessorgski in 1870

"De kinderkamer" (Russisch: Детская, Djètskaja) is een liederencyclus van de Russische componist Modest Moessorgski, geschreven tussen 1868 en 1872 op diens eigen tekst. Origineel was het werk geschreven voor sopraan en piano.

## Over de muziek
In de muziek wisselen een realistische spreektrant en een Slavische melodiek elkaar af. De liederen beelden het intieme kinderleven uit. De individuele titels, datum van compositie en korte kenschets per lied:
1. С няней - Met het kindermeisje (1868) 
Het meisje smeekt het kindermeisje (Njanja) om een verhaaltje voor te lezen van de boze wolf die alle stoute kindertjes opeet, of nee, liever van de kreupele tsaar en de verkouden tsarina uit het gouden slot aan de zee. Als hij struikelt groeit er een paddenstoel omhoog en als zij niest springen de ruiten. Njanja, weg met die wolf. Vertel me maar liever iets om te lachen.
2. В углу - In de hoek (1870) 
Het jongetje is stout en moet in de hoek: hij heeft Njanja's breiwerk uitgetrokken en vies gemaakt. Huilend verdedigt hij zich: hij heeft het niet gedaan, het was de poes, hij is lief en zijn haar zit zo mooi. Njanja's muts staat scheef en ze is dom en lelijk: hij zal nooit meer van haar houden.
3. Жук - De kever (1870) 
Eerste kennismaking met de dood. Een kever, waar het kind juist zo bang voor was, wordt plotseling stil en ligt op zijn rug en kijkt niet meer boos. Wat zou er met hem gebeurd zijn?
4. С куклой - Met de pop (1870) 
Tjapa moet zoet slapen gaan, anders komt de boze wolf. Ze moet dromen en dan vertellen wat ze beleefd heeft, op het tovereiland met de gouden bomen en de zingende vogeltjes. Baj, baj, Tjapa!
5. На сон грядущий - Slapen gaan (1870) 
Avondgebed. het meisje somt slaperig de namen op van allen die de Lieve Heer beschermen moet: vader, moeder, broertjes, grootmama, ooms, tantes, neefjes en nichtjes. Maar het slot is ze vergeten. Njanja zegt het haar bestraffend voor: dat God ook haar zelf barmhartig moge zijn. Ze babbelt het na. Zo goed, Njanjoeska?
6. Поехал на палочке - Het speelgoedpaard (1872) 
Het jongetje rijdt de hele wereld door op zijn houten stokpaardje. Hij nodigt Wasja van de buren op bezoek en op de terugweg valt hij. Mama snelt toe om hem te troosten. Het geheel is een zuivere opera-scène!
7. Кот Матрос - De kat Matroos (1872) 
Het jongetje betrapt de kat die op de kanarie loert. Net op tijd geeft hij hem een tik, die hemzelf ook pijn doet, want zo'n vogelkooi is een hard ding. Maar het vogeltje is tenminste gered.[1]